# Marauder (album de Blackfoot)
Pour les articles homonymes, voir Marauder.
Albums de Blackfoot
Tomcattin'
(1980) Highway Song Live
(1982)
Singles
1. Good Morning
Sortie : 1981
2. Flyin' Away
Sortie : 1981
3. Dry Country
Sortie : 1982

Marauder est le cinquième album du groupe de rock sudiste/hard rock américain Blackfoot. Il est sorti en juillet 1981 sur le label Atco Records et a été produit par Al Nalli et Henry Weck.

## Historique
Cet album est le dernier de la "trilogie animalière" du groupe après Strikes (1979) et Tomcattin' (1980). Il a été enregistré début 1981 dans le Subterranean Studio de Ann Arbor dans le Michigan.
Il est le dernier album studio du groupe original purement tourné vers le rock sudiste et le hard rock et sera, selon Eduardo Rivadavia (chroniqueur sur le site AllMusic) le dernier grand album du groupe. Avec l'indifférence de la maison de disque et le peu de promotion faite aux USA, le groupe se concentrera sur le marché européen en participant notamment au Festival de Reading.
Il se classa à la 48e place du Billboard 200 aux États-Unis et à la 38e place des charts britanniques.

## Liste des titres
Face 1
| No | Titre                 | Auteur                         | Durée |
| -- | --------------------- | ------------------------------ | ----- |
| 1. | Good Morning          | Rickey Medlocke, Jakson Spires | 3:34  |
| 2. | Payin' for It         | Medlocke, Spires               | 3:35  |
| 3. | Diary of a Workingman | Medlocke, Spires               | 5:33  |
| 4. | Too Hard To Handle    | Medlocke, Spires               | 4:00  |
| 5. | Fly Away              | Medlocke, Spires               | 2:56  |

Face 2
| No | Titre                     | Auteur                                   | Durée |
| -- | ------------------------- | ---------------------------------------- | ----- |
| 6. | Dry Country               | Medlocke, Spires                         | 3:42  |
| 7. | Fire of the Dragon        | Medlocke, Spires                         | 4:03  |
| 8. | Rattlesnake Rock'N'Roller | Shorty Medlocke, Rickey Medlocke, Spires | 4:00  |
| 9. | Searchin'                 | Medlocke, Spires                         | 5:34  |

## Musiciens
Blackfoot
- Rickey Medlocke: chant, guitare rythmique & lead, guitare acoustique 6 & 12 cordes, bottleneck
- Jakson Spires: batterie, percussions, chœurs
- Charlie Hargrett: guitare rythmique & lead
- Greg T. Walker: basse, claviers, chœurs

Musiciens additionnels
- Shorty Medlocke: banjo (intro de Rattlesnake Rock'N'Roll)
- Pat McCaffrey: claviers, cuivres
- Henry Weck: percussions
- Dave Cavender: trompette
- Donna D. Davis, Pamela T. Vincent: chœurs

## Charts
Charts album
| Pays        | Durée du classement | Meilleur classement |
| ----------- | ------------------- | ------------------- |
| États-Unis  | -                   | 48e                 |
| Royaume-Uni | 12 semaines         | 38e                 |

Charts singles
| Année | Titre       | Chart                  | Position |
| ----- | ----------- | ---------------------- | -------- |
| 1981  | Fly Away    | Billboard Hot 100      | 42e      |
| 1981  | Fly Away    | Mainstream Rock Tracks | 9e       |
| 1982  | Dry Country | OCC                    | 43e      |